# North Norfolk (circonscription britannique)
Circonscription parlementaire de la Chambre des communes
La circonscription de North Norfolk est une circonscription située dans le Norfolk et représentée à la Chambre des communes du Parlement britannique.

## Géographie
La circonscription comprend:
- La ville de Wells-next-the-Sea, Holt, Cromer et North Walsham

## Députés
Les Members of Parliament (MPs) de la circonscription sont:
La circonscription apparue en 1868 et représentée par deux députés jusqu'en 1885 dont Edward Birkbeck (1879-1885).
Depuis 1885
| Législature   | Années       | Député                  | Député               | Parti                    |
| ------------- | ------------ | ----------------------- | -------------------- | ------------------------ |
| North Norfolk |              |                         |                      |                          |
| 23e           | 1885–1886    |                         | Herbert Cozens-Hardy | Libéral                  |
| 24e           | 1886–1892    |                         | Herbert Cozens-Hardy | Libéral                  |
| 25e           | 1892–1895    |                         | Herbert Cozens-Hardy | Libéral                  |
| 26e           | 1895–1899    |                         | Herbert Cozens-Hardy | Libéral                  |
| 26e           | 1899-1900    | William Brampton Gurdon |                      | Libéral                  |
| 27e           | 1900–1906    | William Brampton Gurdon |                      | Libéral                  |
| 28e           | 1906–1910    | William Brampton Gurdon |                      | Libéral                  |
| 29e           | 1910–1910    | Noel Buxton             |                      | Libéral                  |
| 30e           | 1910–1918    | Noel Buxton             |                      | Libéral                  |
| 31e           | 1918–1919    |                         | Douglas King         | Coalition indépendante   |
| 31e           | 1920-1922    |                         | Douglas King         | Conservateur indépendant |
| 32e           | 1922–1923    |                         | Noel Buxton (2)      | Travailliste             |
| 33e           | 1923–1924    |                         | Noel Buxton (2)      | Travailliste             |
| 34e           | 1924–1929    |                         | Noel Buxton (2)      | Travailliste             |
| 35e           | 1929–1930    |                         | Noel Buxton (2)      | Travailliste             |
| 35e           | 1930-1931    | Lucy Noel-Buxton        |                      | Travailliste             |
| 36e           | 1931–1935    |                         | Thomas Cook          | Conservateur             |
| 37e           | 1935–1945    |                         | Thomas Cook          | Conservateur             |
| 38e           | 1945–1950    |                         | Edwin Gooch          | Travailliste             |
| 39e           | 1950–1951    |                         | Edwin Gooch          | Travailliste             |
| 40e           | 1951–1955    |                         | Edwin Gooch          | Travailliste             |
| 41e           | 1955–1957    |                         | Edwin Gooch          | Travailliste             |
| 42e           | 1959–1964    |                         | Edwin Gooch          | Travailliste             |
| 43e           | 1964–1966    | Bert Hazell             |                      | Travailliste             |
| 44e           | 1966–1970    | Bert Hazell             |                      | Travailliste             |
| 45e           | 1970–1974    |                         | Ralph Howell         | Conservateur             |
| 46e           | 1974–1974    |                         | Ralph Howell         | Conservateur             |
| 47e           | 1974–1979    |                         | Ralph Howell         | Conservateur             |
| 48e           | 1979–1983    |                         | Ralph Howell         | Conservateur             |
| 49e           | 1983–1987    |                         | Ralph Howell         | Conservateur             |
| 50e           | 1987–1992    |                         | Ralph Howell         | Conservateur             |
| 51e           | 1992–1997    |                         | Ralph Howell         | Conservateur             |
| 52e           | 1997–2001    | David Prior             |                      | Conservateur             |
| 53e           | 2001–2005    |                         | Norman Lamb          | Libéral-démocrate        |
| 54e           | 2005–2010    |                         | Norman Lamb          | Libéral-démocrate        |
| 55e           | 2010–2015    |                         | Norman Lamb          | Libéral-démocrate        |
| 56e           | 2015–2017    |                         | Norman Lamb          | Libéral-démocrate        |
| 57e           | 2017–2019    |                         | Norman Lamb          | Libéral-démocrate        |
| 58e           | 2019–Présent |                         | Duncan Baker         | Conservateur             |

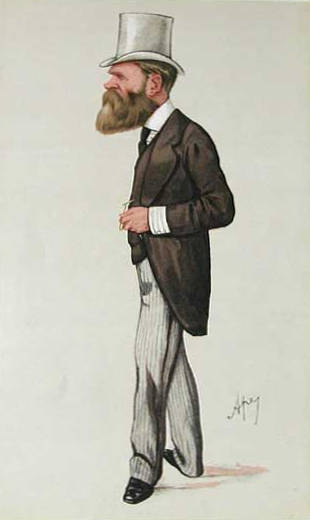
Edward Birkbeck (1879-1885), par Ape (Vanity Fair)
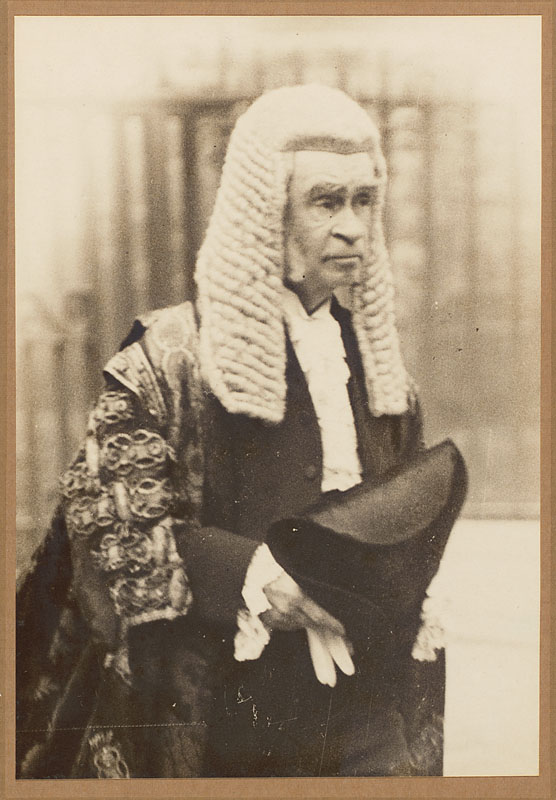
Herbert Cozens-Hardy (1885-1899)
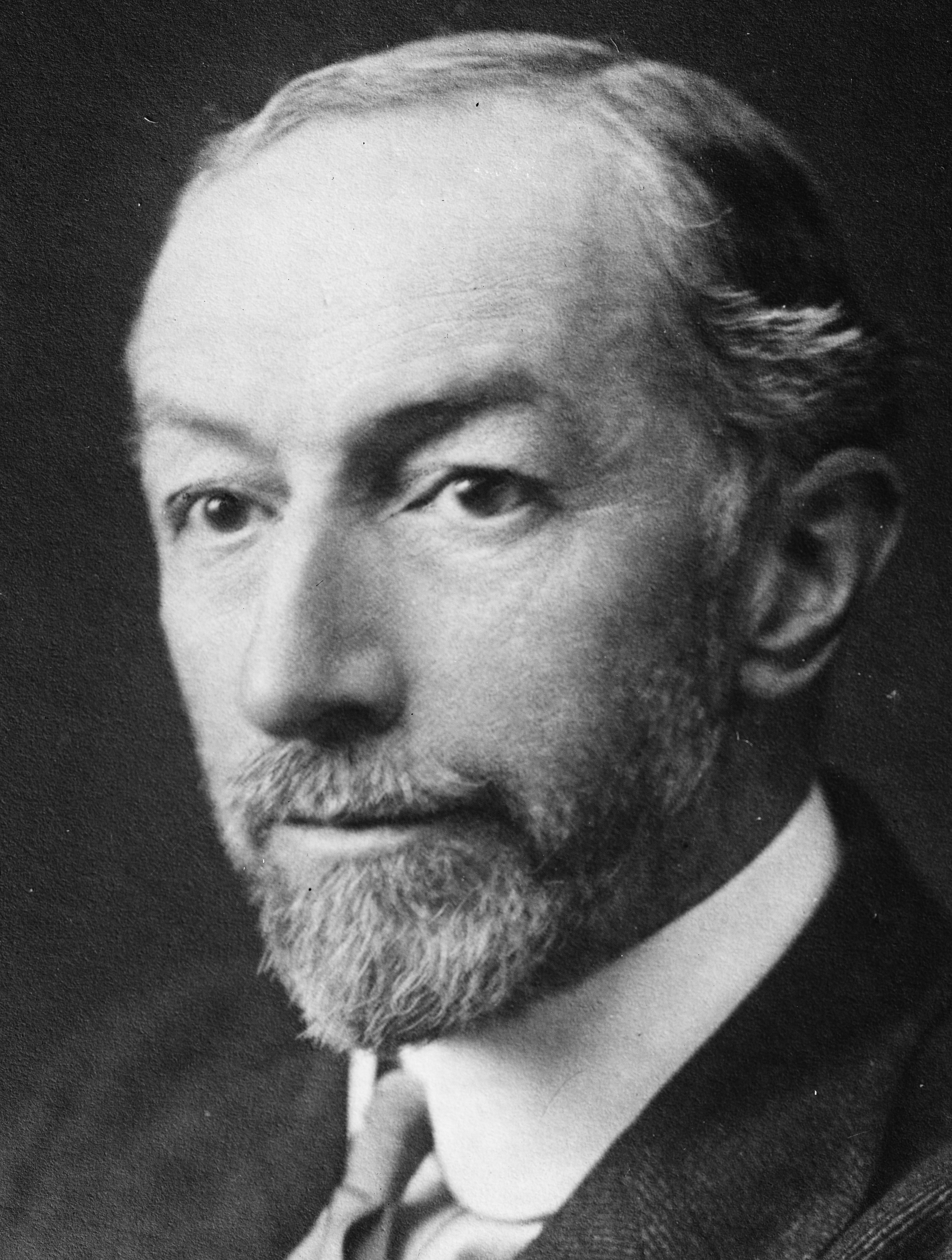
Noel Buxton (1910-1918 et 1922-1930)
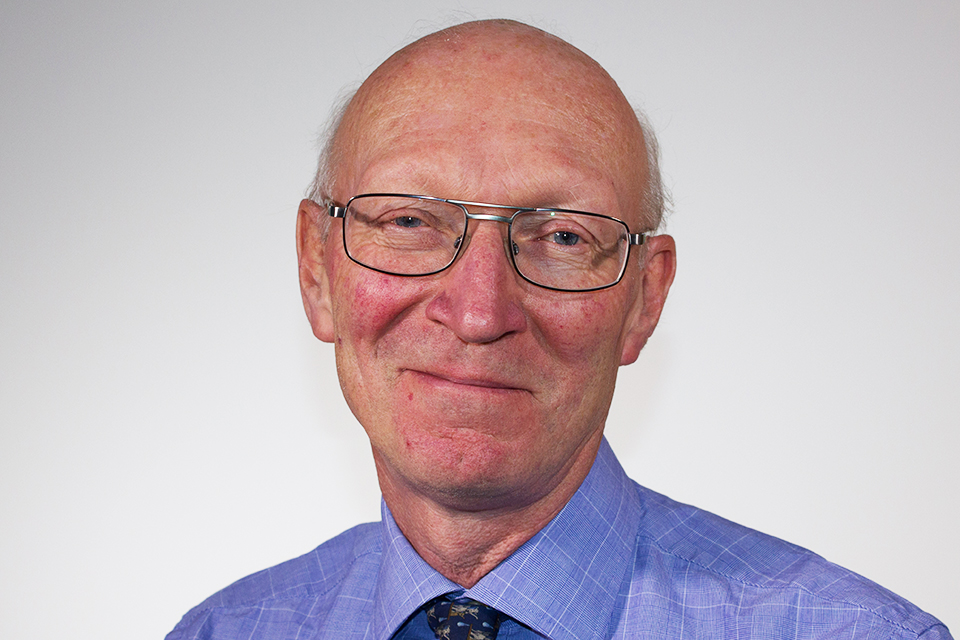
David Prior (1997-2001)
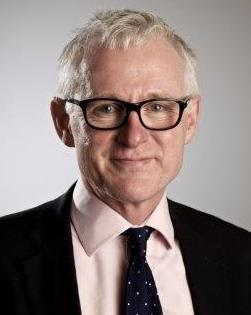
Norman Lamb (2001-2019)